# Horizons 1
Horizons 1 / Galaxy 13 ist ein kommerzieller Kommunikationssatellit des Satellitenbetreibers Intelsat in Zusammenarbeit mit JSAT aus Japan.

## Aufbau
Horizons 1 / Galaxy 13 ist auf der Basis des BSS-601-Satellitenbusses von Boeing gebaut und besitzt eine geplante Lebensdauer von 15 Jahren. Horizons 1 beherbergt 24 Transponder im Ku-Band, Galaxy 13 Transponder im 24 C-Band. Der Satellit wird durch Batterien und Solarzellen, die von Spectrolab, einem Tochterunternehmen von Boeing, geliefert wurden, mit Strom versorgt.

## Start
Horizons 1 / Galaxy 13 wurde am 1. Oktober 2003 an Bord einer Zenit-Trägerrakete von der Sea-Launch-Plattform Odyssey in einen geostationären Transferorbit gebracht. Nach dem Erreichen des geostationären Orbits wurde er auf der Position 127° West stationiert. Nach über 20 Jahren Betrieb wurde er von Horizons 4 / Galaxy 37 bei seiner Position abgelöst und nach 150° West verschoben, wo er weiterhin im inclined orbit aktiv ist.

## Empfang
Horizons 1 / Galaxy 13 kann in den USA, in Puerto Rico, Alaska, Hawaii und Mexiko empfangen werden.